# Băng đạn

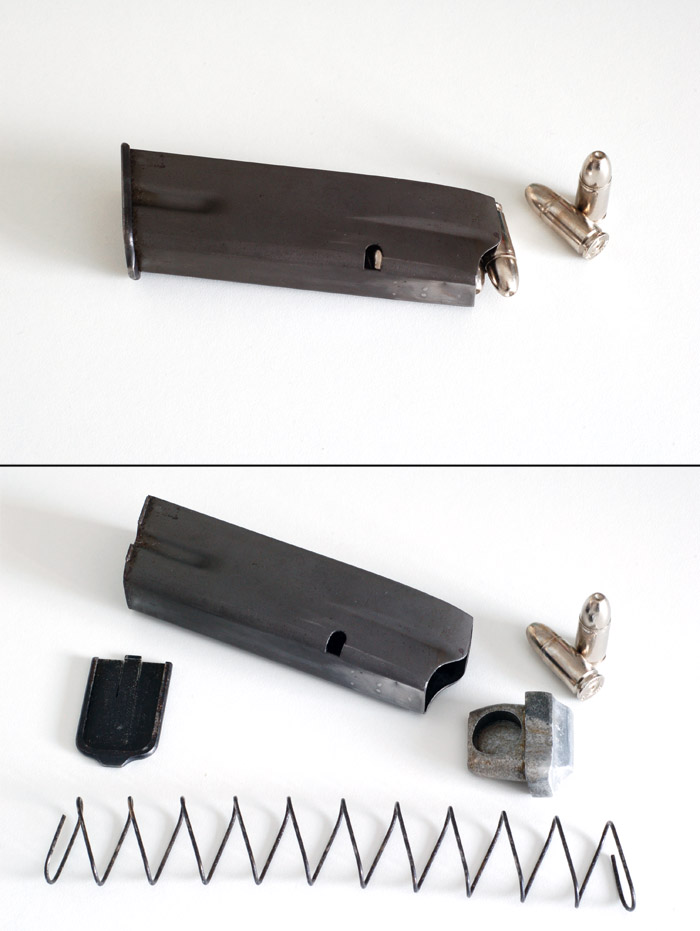
Băng đạn 9mm

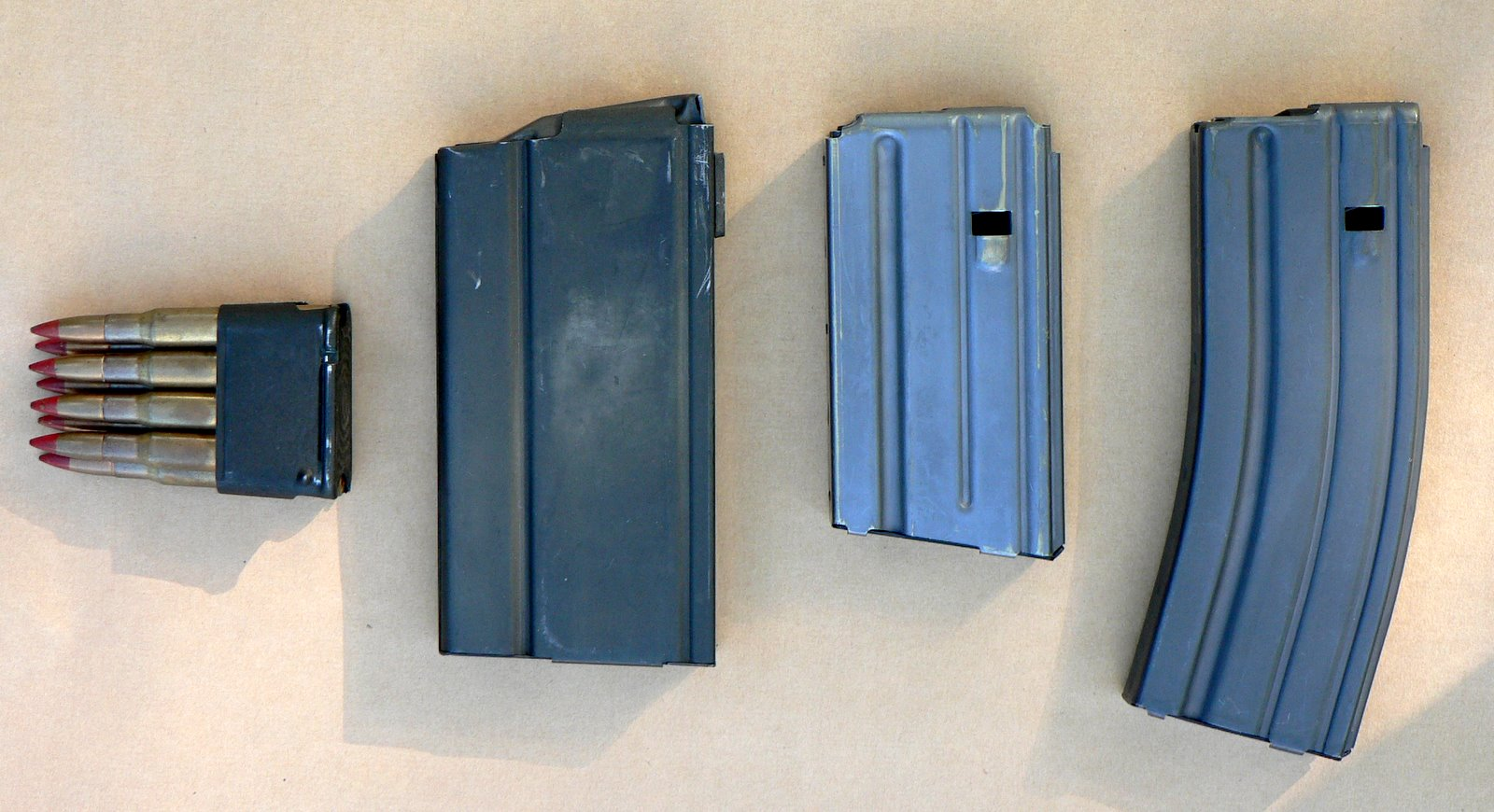
Súng trường M1 Garand với kẹp đạn 8 viên, súng trường M14 với hộp tiếp đạn 20 viên, băng đạn 20 và 30 viên của M16/AR15.

Băng đạn hay hộp tiếp đạn là một bộ phần trong súng hiện đại. Nó có nhiệm vụ bổ sung đạn và/hoặc dự trữ đạn, khóa nòng có nhiệm vụ đẩy đạn từ băng đạn lên. Trong súng lục ổ xoay băng đạn được chế tạo gắn chết vào súng, dạng ổ xoay, xạ thủ phải nạp đạn trực tiếp vào súng. Với một số loại súng trường có thể sử dụng kẹp đạn 5 viên. Súng côn hay súng tiểu liên có băng đạn rời nhưng gắn vào bên trong báng. Trong súng bắn tỉa, súng tự động, súng trường tấn công, một số loại trung liên có băng đạn 5, 10, 15, 20, 25, 30, 45, 75, 100, 120 v.v. viên. Các viên đạn được đẩy lên liên tục và băng đạn gắn bên ngoài súng. Đối với các loại súng máy hạng nặng, đại liên thường không có băng đạn mà là dây đạn.